# L'asso della Manica
L'asso della Manica (Bergerac) è una serie televisiva britannica in 87 episodi andati in onda per la prima volta nel corso di nove stagioni dal 1981 al 1991 sulla rete BBC One.
La serie fu prodotta dalla BBC insieme a Seven Network e fu ideata e prodotta da Robert Banks Stewart, dopo un'altra sua popolare serie, Eddie Shoestring, detective privato. L'attrice Greta Scacchi compare in uno degli episodi come guest star. In Italia gli episodi sono stati trasmessi da Rai 2.

## Trama
Jim Bergerac è un detective del "Bureau des Etrangers", l'Ufficio Stranieri, un reparto della polizia dell'Isola di Jersey, ed è addetto alle pratiche e alle indagini riguardanti i non residenti dell'isola. Il suo collocamento sull'isola è avvenuto dopo che si è reso responsabile della morte di uno spacciatore. L'isola, che si trova nel Canale della Manica, essendo un paradiso fiscale, diventa meta di molto loschi personaggi, tra cui contrabbandieri e trafficanti di vario genere, e Bergerac è determinato a risolvere i casi.

## Personaggi
- Jim Bergerac (87 episodi, 1981-1991), interpretato da John Nettles. Personaggio complesso, si trova in una fase della sua vita difficile; in quanto è un ex alcolizzato e ha da poco divorziato dalla moglie. Utilizza per gli spostamenti una roadster Triumph marrone del 1947.
- Charlie Hungerford (85 episodi, 1981-1991), interpretato da Terence Alexander, miliardario padre di Deborah.
- Ispettore Barney Crozier (73 episodi, 1981-1990), interpretato da Sean Arnold, uno dei superiori di Jim, è spesso in contrasto con lui per i suoi metodi non sempre rispettosi delle regole.
- Diamante Lil (35 episodi, 1981-1987), interpretata da Mela White, gestisce il bar Lil's Place, dove Jim è solito rifugiarsi per bere.
- DC Ben Lomas (35 episodi, 1988-1991), interpretato da David Kershaw.
- Peggy Masters (34 episodi, 1985-1989), interpretata da Nancy Mansfield.
- DC Willy Pettit (34 episodi, 1988-1991), interpretato da John Telfer.
- Susan Young (32 episodi, 1985-1990), interpretata da Louise Jameson, agente immobiliare.
- Charlotte (29 episodi, 1981-1984), interpretata da Annette Badland.
- Deborah Bergerac (25 episodi, 1981-1991), interpretata da Deborah Grant, ex moglie di Jim.
- Terry Wilson (18 episodi, 1981-1987), interpretato da Geoffrey Leesley.
- Barry Goddard (15 episodi, 1985-1987), interpretato da Jolyon Baker.
- Kim Bergerac (11 episodi, 1981-1987), interpretata da Lindsay Heath.
- Danielle Aubry (10 episodi, 1983-1991), interpretata da Thérèse Liotard, ex convivente di Jim in Provenza.
- Francine Leland (10 episodi, 1981), interpretata da Cécile Paoli.
- Capitano (10 episodi, 1981-1983), interpretato da Tony Melody.
- Marianne Bellshade (8 episodi, 1983), interpretata da Celia Imrie, avvocatessa.
- Dr. Lejeune (8 episodi, 1981-1983), interpretato da Jonathan Adams.

## Episodi
| Stagione         | Episodi | Prima TV UK | Prima TV Italia |
| ---------------- | ------- | ----------- | --------------- |
| Prima stagione   | 10      | 1981        | 1983            |
| Seconda stagione | 9       | 1983        | 1984            |
| Terza stagione   | 10      | 1983-1984   | 1985            |
| Quarta stagione  | 9       | 1985        | 1986            |
| Quinta stagione  | 8+1     | 1986-1987   | 1987            |
| Sesta stagione   | 7+1     | 1987-1988   | 1988            |
| Settima stagione | 8+1     | 1988-1989   | 1990            |
| Ottava stagione  | 10+1    | 1989-1990   | 1991            |
| Nona stagione    | 10+2    | 1991        | 1992            |